# Tuolumne (rivière)
Pour les articles homonymes, voir Tuolumne.
 (octobre 2016).
Si vous disposez d'ouvrages ou d'articles de référence ou si vous connaissez des sites web de qualité traitant du thème abordé ici, merci de compléter l'article en donnant les références utiles à sa vérifiabilité et en les liant à la section « Notes et références ».
La Tuolumne (anglais : Tuolumne River) est un cours d'eau qui coule dans l'État de Californie, dans l'ouest des États-Unis. Elle est un affluent du San Joaquin qui se trouve dans la Vallée Centrale de Californie et qui se jette dans la baie de San Francisco. Elle naît dans la chaîne de la Sierra Nevada, traverse le parc national de Yosemite puis reçoit les eaux de la South Fork Tuolumne River dans la forêt nationale de Stanislaus.

## Géographie

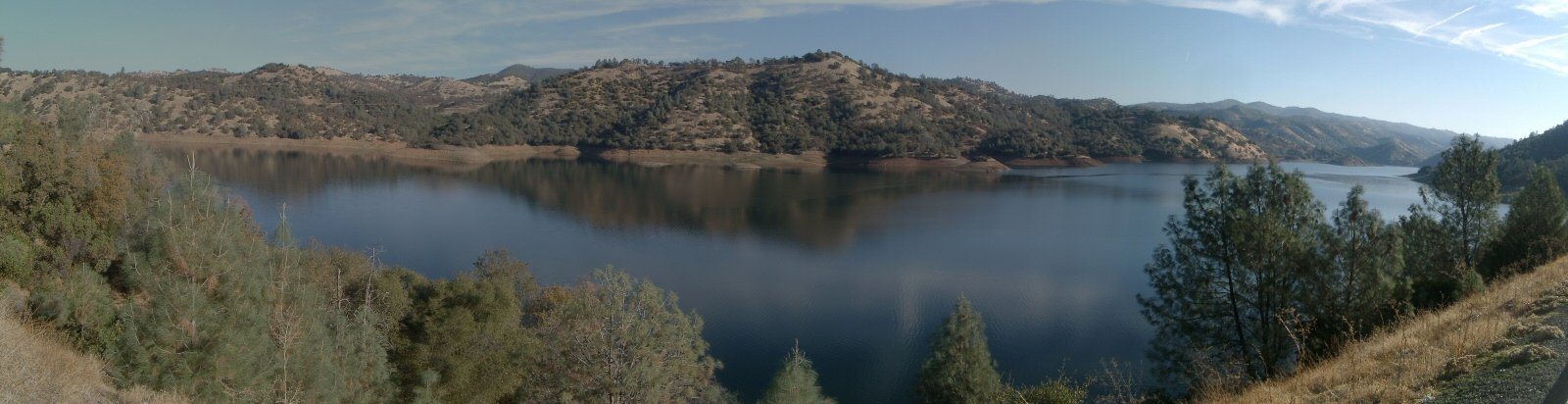
Panorama du lac Don Pedro.

La Tuolumne traverse le lac Don Pedro.